# The Blow-Up
The Blow-Up – trzeci album zespołu Television wydany w 1982 przez wytwórnię ROIR. Materiał został nagrany w czasie koncertu w 1978.

## Lista utworów
CD 1
1. „The Blow Up” (T. Verlaine) – 4:00
2. „See No Evil” (T. Verlaine) – 3:22
3. „Prove It” (T. Verlaine) – 5:00
4. „Elevation” (T. Verlaine) – 4:50
5. „I Don't Care” (T. Verlaine) – 3:04
6. „Venus De Milo” (T. Verlaine) – 3:31
7. „Foxhole” (T. Verlaine) – 5:04
8. „Ain't That Nothin'” (T. Verlaine) – 6:14
9. „Knockin’ on Heaven’s  Door” (B. Dylan) – 7:50

CD 2
1. „Little Johnny Jewel” (T. Verlaine) – 14:56
2. „Friction” (T. Verlaine) – 5:01
3. „Marquee Moon” (T. Verlaine) – 14:45
4. „Satisfaction” (M. Jagger, K. Richards) – 7:18

## Skład
- Tom Verlaine – śpiew, gitara
- Richard Lloyd – gitara, śpiew
- Fred Smith – gitara basowa, śpiew
- Billy Ficca – perkusja

produkcja
- Wayne Vican – inżynier dźwięku
- Steve Ralbovsky – producent wykonawczy